# 東長町 (弘前市)
東長町（ひがしながまち）は、江戸期から現在にかけての青森県弘前市の地名。郵便番号は036-8343。2017年6月1日現在の人口は138人、世帯数は72世帯。

## 地理
土淵川沿い西側に位置。町域の北部は蔵主町・長坂町・笹森町、東は和徳町、南部は百石町・百石町小路・元寺町小路、南部から西部にかけて元寺町、西部は下白銀町に接する。

## 歴史
- 正保3年 - 町名は見えないが、百石町小路・百石町側と笹森町入口以東に侍屋敷のほか、町屋が配置される（津軽弘前城之絵図）。
- 慶安2年 - 町名が横町と見え、武家屋敷・町屋入り交じりで50軒の屋敷が見られる。その中には丹波屋などの屋号を持つ商家が多い（弘前古御絵図）。
- 寛文13年 - 土淵川を越えた地域に新派屋敷として31軒の屋敷割りがされ、武家屋敷のほかに大工ほか13軒、町屋を中心に42軒が見える（弘前中惣屋敷絵図）。
- 延宝5年 - 町域は三の丸東門から土淵川以東の和徳町高札場まで一～九丁目に分割され、東側七・八丁目間に東長町・北横丁・南横丁が形成されている。年代はその後はっきりしないが享保4年までに土淵川以東の町域が和徳町に編入され、三の丸東門前は下白銀町に編入される（町屋数円）。

### 沿革
- 天和3年 - 横町から東長町になる。
- 江戸期 - 弘前城下の一町。
- 明治初年～明治22年 - 弘前を冠称。
- 1899年（明治22年） - 弘前市に所属。

## 施設

### 教育
- 中弘教育会館

### 医療
- 加賀屋整体療術院

### 福祉
- 有料老人ホームメゾン東長町

### 商業
- 写真館ハセガワ
- さいとう金物店
- 加納はきもの店

## 小・中学校の学区
市立小・中学校に通う場合、学区は以下の通りとなる。
| 大字   | 番・番地 | 小学校             | 中学校             |
| ------ | -------- | ------------------ | ------------------ |
| 東長町 | 全域     | 弘前市立時敏小学校 | 弘前市立第一中学校 |

## 交通
- 弘南バス

文化センター前（土手町循環100円バス、他）停留所。